# Orbea miscella
Orbea miscella är en oleanderväxtart som först beskrevs av Nicholas Edward Brown, och fick sitt nu gällande namn av U. Meve. Orbea miscella ingår i släktet Orbea och familjen oleanderväxter. Inga underarter finns listade i Catalogue of Life.